# Zaluzianskya microsiphon
Zaluzianskya microsiphon är en flenörtsväxtart som först beskrevs av Carl Ernst Otto Kuntze, och fick sitt nu gällande namn av Karl Moritz Schumann. Zaluzianskya microsiphon ingår i släktet Zaluzianskya och familjen flenörtsväxter. Inga underarter finns listade i Catalogue of Life.